# Discografia di Calcutta
La discografia di Calcutta, cantautore italiano, è costituita da quattro album in studio, un EP, oltre dieci singoli, oltre a numerose collaborazioni, pubblicati a partire dal 2015, attraverso Geograph Records e Bomba Dischi. Nel corso della carriera ha inoltre scritto e composto numerosi singoli per altri artisti, tra cui Francesca Michielin, Elisa, Emma, Fabri Fibra, J-Ax, Fedez e Loredana Bertè e Kanye West.

## Album in studio
| Anno                                                                          | Titolo | Classifiche | Certificazioni     |
| Anno                                                                          | Titolo | ITA         | Certificazioni     |
| ----------------------------------------------------------------------------- | --- | ----------- | ------------------ |
| 2012                                                                          | Forse... - Pubblicato: 18 dicembre 2012 - Etichetta: Geograph Records - Formati: CD, download digitale, streaming | —           |                    |
| 2015                                                                          | Mainstream - Pubblicato: 30 novembre 2015 - Etichetta: Bomba Dischi - Formati: CD, download digitale, streaming   | 7           | - ITA: Platino (3) |
| 2018                                                                          | Evergreen - Pubblicato: 25 maggio 2018 - Etichetta: Bomba Dischi - Formati: CD, download digitale, streaming      | 1           | - ITA: Platino (2) |
| 2023                                                                          | Relax - Pubblicato: 20 ottobre 2023 - Etichetta: Bomba Dischi - Formati: CD, download digitale, streaming         | 1           | - ITA: Platino (2) |
| "—" indica una pubblicazione non classificata o non pubblicata in quel Paese. | |             |                    |

## Extended play
| Anno | Titolo |
| ---- | --- |
| 2013 | The Sabaudian Tape - Pubblicato: 5 agosto 2013 - Etichetta: Selvaelettrica - Formati: CD, download digitale, streaming |

## Singoli

### Come artista principale
| Anno                                                                          | Titolo                          | Classifiche | Certificazioni     | Album di provenienza         |
| Anno                                                                          | Titolo                          | ITA         | Certificazioni     | Album di provenienza         |
| ----------------------------------------------------------------------------- | ------------------------------- | ----------- | ------------------ | ---------------------------- |
| 2015                                                                          | Cosa mi manchi a fare           | 98          | - ITA: Platino (3) | Mainstream                   |
| 2015                                                                          | Gaetano                         | —           | - ITA: Platino (2) | Mainstream                   |
| 2015                                                                          | Frosinone                       | —           | - ITA: Platino     | Mainstream                   |
| 2016                                                                          | Oroscopo (feat. Takagi & Ketra) | 80          | - ITA: Platino (3) | Mainstream Deluxe Edition    |
| 2017                                                                          | Orgasmo                         | 11          | - ITA: Platino     | Evergreen                    |
| 2018                                                                          | Pesto                           | 10          | - ITA: Platino (2) | Evergreen                    |
| 2018                                                                          | Paracetamolo                    | 12          | - ITA: Platino (2) | Evergreen                    |
| 2018                                                                          | Kiwi                            | 31          | - ITA: Oro         | Evergreen                    |
| 2019                                                                          | Due punti                       | 89          |                    | Evergreen... e altre canzoni |
| 2019                                                                          | Sorriso (Milano Dateo)          | 17          | - ITA: Platino (2) | Evergreen... e altre canzoni |
| 2023                                                                          | 2minuti                         | 3           | - ITA: Platino (2) | Relax                        |
| 2024                                                                          | Giro con te                     | 13          | - ITA: Oro         | Relax                        |
| "—" indica una pubblicazione non classificata o non pubblicata in quel Paese. |                                 |             |                    |                              |

### Come artista ospite
| Anno                                                                          | Titolo                                                                           | Classifiche | Certificazioni     | Album di provenienza |
| Anno                                                                          | Titolo                                                                           | ITA         | Certificazioni     | Album di provenienza |
| ----------------------------------------------------------------------------- | -------------------------------------------------------------------------------- | ----------- | ------------------ | -------------------- |
| 2018                                                                          | Se piovesse il tuo nome (Elisa feat. Calcutta)                                   | 4           |                    | Diari aperti         |
| 2019                                                                          | La musica italiana (Giorgio Poi feat. Calcutta)                                  | —           |                    | Smog                 |
| 2019                                                                          | La Luna e la gatta (Takagi & Ketra feat. Tommaso Paradiso, Jovanotti e Calcutta) | 9           | - ITA: Platino (2) | /                    |
| 2019                                                                          | Mia (Giovanni Truppi feat. Calcutta)                                             | —           |                    | 5                    |
| 2020                                                                          | Blue Jeans (Franco126 feat. Calcutta)                                            | 33          | - ITA: Platino     | Multisala            |
| 2022                                                                          | Laurea ad honorem (Marracash feat. Calcutta)                                     | 8           | - ITA: Platino (2) | Noi, loro, gli altri |
| 2025                                                                          | Tutta la notte (Tristàn feat. Calcutta)                                          |             |                    |                      |
| 2025                                                                          | Sentirsi Soli (Golden Years feat. Calcutta)                                      |             |                    | Fuori Menù           |
| "—" indica una pubblicazione non classificata o non pubblicata in quel Paese. |                                                                                  |             |                    |                      |

### Altri brani entrati in classifica
| Anno                                                                          | Titolo         | Classifiche | Certificazioni | Album di provenienza |
| Anno                                                                          | Titolo         | ITA         | Certificazioni | Album di provenienza |
| ----------------------------------------------------------------------------- | -------------- | ----------- | -------------- | -------------------- |
| 2018                                                                          | Briciole       | 40          |                | Evergreen            |
| 2018                                                                          | Hübner         | 44          |                | Evergreen            |
| 2018                                                                          | Saliva         | 45          |                | Evergreen            |
| 2018                                                                          | Nuda nudissima | 67          |                | Evergreen            |
| 2018                                                                          | Dateo          | 88          |                | Evergreen            |
| 2018                                                                          | Rai            | 92          |                | Evergreen            |
| 2019                                                                          | Del verde      | 39          | - ITA: Platino | Mainstream           |
| "—" indica una pubblicazione non classificata o non pubblicata in quel Paese. |                |             |                |                      |

## Collaborazioni

### Scrittura o produzione
| Anno | Titolo                      | Ruolo                        | Artista principale                    | Album di provenienza                            |
| ---- | --------------------------- | ---------------------------- | ------------------------------------- | ----------------------------------------------- |
| 2014 | Il silenzio degli innocenti | Contributi vocali            | Pop X                                 | /                                               |
| 2016 | Cosa mi manchi a fare       | Coautore                     | Coez                                  | From the Rooftop                                |
| 2016 | Il postino                  | Coautore                     | I Camillas                            | Tennis d'amor                                   |
| 2017 | Milano intorno              | Coautore                     | J-Ax e Fedez                          | Comunisti col Rolex                             |
| 2017 | Allegria                    | Coautore                     | J-Ax, Fedez e Loredana Bertè          | Comunisti col Rolex                             |
| 2017 | Mi hai fatto fare tardi     | Coautore                     | Nina Zilli                            | Modern Art                                      |
| 2017 | Io non abito al mare        | Coautore                     | Francesca Michielin                   | 2640                                            |
| 2018 | Tropicale                   | Coautore                     | Francesca Michielin                   | 2640                                            |
| 2018 | La serie B                  | Coautore                     | Francesca Michielin                   | 2640                                            |
| 2018 | Tapioca                     | Coautore                     | Francesca Michielin                   | 2640                                            |
| 2018 | Femme                       | Coautore                     | Francesca Michielin                   | /                                               |
| 2018 | Io non voglio               | Coautore                     | Luca Carboni                          | Sputnik                                         |
| 2018 | Strade                      | Contributi vocali            | Tiromancino                           | Fino a qui                                      |
| 2019 | Tequila e San Miguel        | Coautore                     | Loredana Bertè                        | /                                               |
| 2019 | Come mai                    | Coautore                     | Fabri Fibra e Franco126               | Il tempo vola 2002-2020                         |
| 2019 | Thirst (For You Only)       | Coautore                     | Elisa                                 | Secret Diaries / Diari aperti (segreti svelati) |
| 2020 | Latina                      | Coautore                     | Emma                                  | Fortuna                                         |
| 2021 | Gabbiano                    | Coautore                     | Friuilli                              | /                                               |
| 2021 | Mastroianni                 | Coautore                     | Sottotono                             | Originali                                       |
| 2021 | Non esiste amore a Napoli   | Coautore e contributi vocali | Tropico                               | Non esiste amore a Napoli                       |
| 2022 | Litoranea                   | Coautore                     | Elisa                                 | Ritorno al futuro/Back to the Future            |
| 2023 | Mare di guai                | Coautore                     | Ariete                                | La notte                                        |
| 2023 | Parafulmini                 | Coautore                     | Ernia, Bresh e Fabri Fibra            | Io non ho paura                                 |
| 2023 | A capo il mondo             | Coautore                     | Federica Abbate e Francesca Michielin | Canzoni per gli altri                           |
| 2023 | Due nuvole                  | Coautore                     | Marco Mengoni e Ariete                | Materia (Prisma)                                |
| 2023 | SOS                         | Coautore                     | Angelica Schiatti                     | Sconosciuti superstar                           |
| 2023 | Quando nevica               | Coautore                     | Elisa                                 | Intimate - Recording at Abbey Road Studios      |
| 2024 | Sconosciuti superstar       | Coautore                     | Angelica Schiatti                     | Sconosciuti superstar                           |
| 2024 | Acqua ossigenata            | Produttore                   | Angelica Schiatti                     | Sconosciuti superstar                           |
| 2024 | Me lo tengo per me          | Coautore e produttore        | Angelica Schiatti                     | Sconosciuti superstar                           |
| 2024 | Surfare                     | Produttore                   | Angelica Schiatti                     | Sconosciuti superstar                           |
| 2024 | Occhi Blu                   | Produttore                   | Angelica Schiatti                     | /                                               |